# Turret Ridge
Turret Ridge är en bergstopp i Antarktis. Den ligger i Östantarktis. Nya Zeeland gör anspråk på området. Toppen på Turret Ridge är 2 156 meter över havet.
Terrängen runt Turret Ridge är huvudsakligen kuperad, men söderut är den bergig. Trakten är obefolkad. Det finns inga samhällen i närheten. 